# Philates
Genre
Philates est un genre d'araignées aranéomorphes de la famille des Salticidae.

## Distribution
Les espèces de ce genre se rencontrent en Asie du Sud-Est et en Nouvelle-Guinée.

## Liste des espèces
Selon World Spider Catalog (version 23.5, 12/09/2022) :
- Philates courti (Żabka, 1999)
- Philates grammicus Simon, 1900
- Philates platnicki (Żabka, 1999)
- Philates proszynskii (Żabka, 1999)
- Philates rafalskii (Żabka, 1999)
- Philates szutsi Benjamin, 2004
- Philates thaleri Benjamin, 2004
- Philates variratae (Żabka, 1999)
- Philates zhoui Wang & Li, 2022
- Philates zschokkei Benjamin, 2004

## Systématique et taxinomie
Ce genre a été décrit par Simon en 1900 dans les Attidae.

## Publication originale
- Simon, 1900 : « Descriptions d'arachnides nouveaux de la famille des Attidae. » Annales de la Société Entomologique de Belgique, vol. 44, p. 381-407 (texte intégral).